# WikiHow
wikiHow est un recueil multilingue en ligne de guides pratiques, aussi appelés Howto. 
Fondé en 2005 par Jack Herrick, le site Web vise à créer des instructions sur presque tous les sujets imaginables et permettre à n'importe qui d'apprendre à faire n'importe quelle tâche,. Le contenu est publié sous une licence Creative Commons permettant la modification et la redistribution pour un usage non commercial à condition de créditer les auteurs et de conserver la même licence.
En février 2005, wikiHow a eu plus de 35 millions de visiteurs. Depuis août 2017, wikiHow contient plus de 190 000 articles et affiche plus de 1,6 million d'utilisateurs. Le 11 avril 2010, un article de wikiHow intitulé « How to lose weight fast » (« Comment perdre du poids rapidement ») a eu 5 millions de vues, un record pour le site.

## Historique
Le site est lancé le 15 janvier 2005, date choisie en hommage à Wikipédia, créée le 15 janvier 2001.
En 2009, le site compte 20 millions de visiteurs par mois.

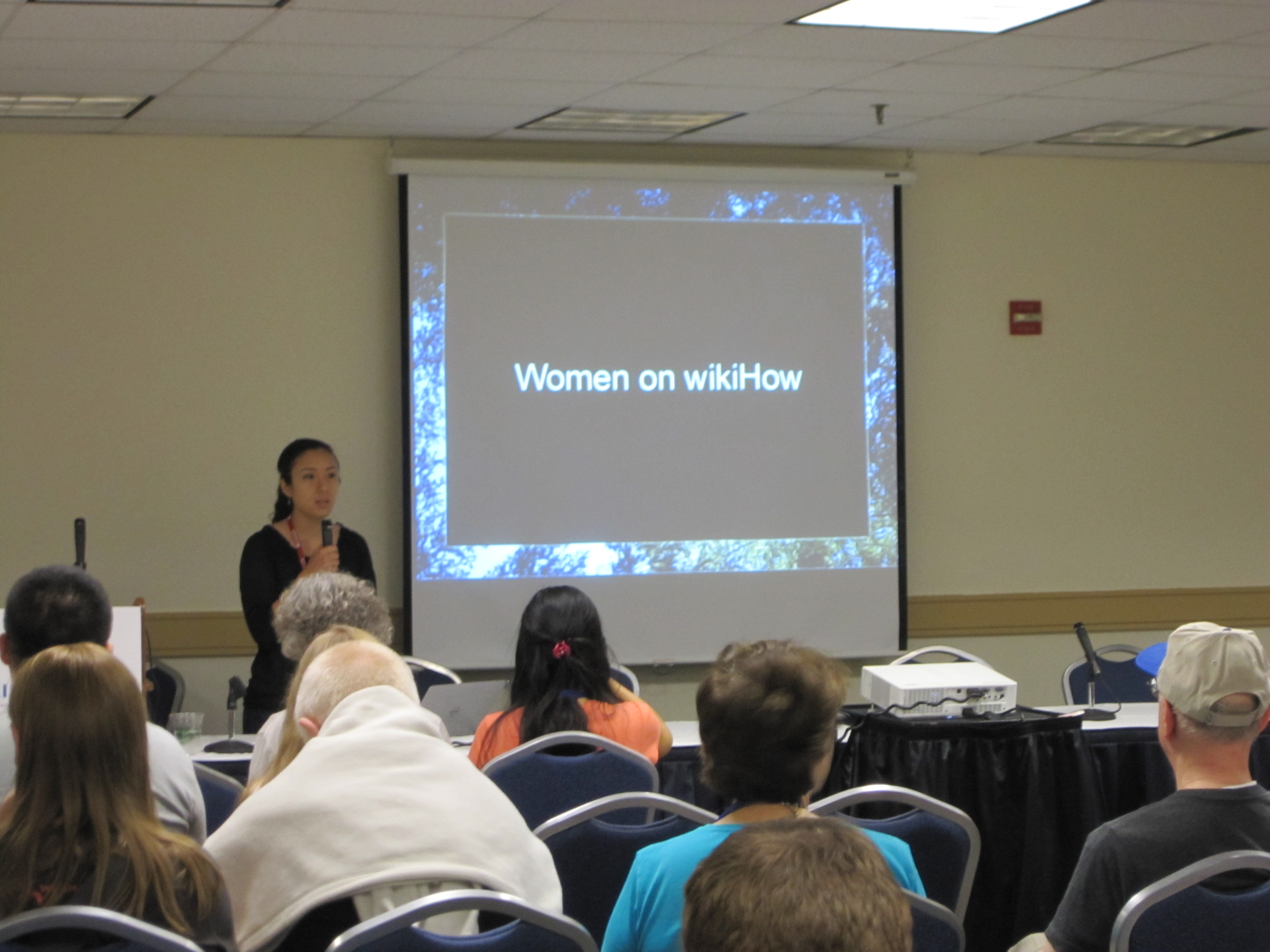
Conférence à la Wikimania de 2012.

WikiHow a été cité comme référence dans certains articles de quotidiens nationaux, notamment : le Monde pour la définition et l’origine du mot geek, Libération pour illustrer la position latérale de sécurité (PLS).

## Parodie et détournement
L'auteur Maxime Morin et l'illustratrice Margueritte Hennebelle détournent les images de Wikihow en mèmes Internet pour faire de l'humour noir et absurde, que l'on peut retrouver dans la bande dessinée Scènes de la vie postmoderne (2021). L'auteur place parfois des dialogues nihilistes dans des illustrations de tutoriels qui n'ont totalement rien à voir, et met en exergue des problématiques sociales, écologiques, culturelles, et civilisationnelles. L'auteur a commencé ses détournements sur les réseaux sociaux dont instagram. D'autres pages de réseaux sociaux ont repris librement le concept de l'auteur pour en faire des mèmes également.

## Controverses
Le site a publié certains articles considérés par certains comme : 
- sexistes, comme par exemple « Comment être une fille féminine »[7]. La vidéaste Natoo a réalisé une vidéo le critiquant[8] ;
- dangereux, comme par exemple un article intitulé « Comment faire un burn » (c'est-à-dire faire volontairement fumer les pneus d'un véhicule en brûlant leur caoutchouc au contact d'une route ou d'un sol dur) avec des conseils approfondis et illustrés pour le réaliser. Début mars 2022, l'article (consulté 93 365 fois entre sa création et le 8 mars 2022) signalait que cette activité est illégale, mais omettait de signaler le caractère toxique des fumées ainsi produites, pour la santé du pilote, pour celle des personnes exposées à ces fumées, et plus généralement pour l'environnement[9]. « Si vous voulez brûler de la gomme à prix élevé pour aucune autre raison à part vous amuser, appuyez sur le champignon ! » concluait l'introduction[10].